# Cardiff Bridge
Cardiff Bridge – most znajdujący się w Walii, w mieście Cardiff. Zbudowany został nad rzeką Taff.

## Historia
Został zbudowany w 1859 roku, jednak po kilku latach, w roku 1877 został poszerzony. Do jego budowy wykorzystano elementy z wcześniej istniejącego mostu, który znajdował się obok obecnego mostu.
W latach 1930–1931 przeszedł znaczącą przebudowę. W 2014 roku wydzielono na moście ścieżkę rowerową.

## Konstrukcja
Został zbudowany z żelbetu. Składa się z czterech eliptycznych łuków.